# 325
325 (CCCXXV) je bilo navadno leto, ki se je po julijanskem koledarju začelo na petek.

## Dogodki
- Prvi nicejski koncil; Atanazij obsodi arianizem.